# Horacio Tijanovich
Horacio Gabriel Tijanovich (San Justo, Argentina; 28 de febrero de 1996) es un futbolista argentino. Juega de delantero y su equipo actual es San Martín de San Juan de la Primera División de Argentina.

## Trayectoria
Formado en las inferiores del Atlético Uruguay y el Don Bosco, Tijanovich comenzó su carrera como sénior en el Defensores (Pronunciamiento) del Torneo Argentino B. Jugó 13 encuentros y anotó 4 goles en su primera temporada.
En febrero de 2014, el delantero fichó con el Club de Gimnasia y Esgrima La Plata de la Primera División de Argentina. Debutó en su nuevo equipo, y en primera división, el 19 de septiembre de 2015 ante Tigre.
Para la temporada 2016-17, fue cedido al Agropecuario del Torneo Federal A. Disputó 31 encuentros en esa campaña, donde Agropecuario se coronó como campeón.
Para la temporada 2017-18, fue cedido al Defensa y Justicia de la primera división.
Dejó Gimnasia en mayo de 2021, y se incorporó al Platense.
El 27 de enero de 2023, Tijanovich fichó en Banfield.

## Estadísticas
Actualizado al último partido disputado el 19 de mayo de 2024.
| Club                                    | Div.          | Temporada     | Liga  | Liga  | Copas nacionales | Copas nacionales | Copas internacionales | Copas internacionales | Total | Total |
| Club                                    | Div.          | Temporada     | Part. | Goles | Part.            | Goles            | Part.                 | Goles                 | Part. | Goles |
| --------------------------------------- | ------------- | ------------- | ----- | ----- | ---------------- | ---------------- | --------------------- | --------------------- | ----- | ----- |
| Defensores de Pronunciamiento Argentina | 4.ª           | 2012-13       | 13    | 4     | —                | —                | —                     | —                     | 13    | 4     |
| Defensores de Pronunciamiento Argentina | Total club    | Total club    | 13    | 4     | 0                | 0                | 0                     | 0                     | 13    | 4     |
| Gimnasia (LP) Argentina                 | 1.ª           | 2015          | 2     | 0     | 0                | 0                | —                     | —                     | 2     | 0     |
| Gimnasia (LP) Argentina                 | 1.ª           | 2018-19       | 20    | 2     | 4                | 0                | —                     | —                     | 24    | 2     |
| Gimnasia (LP) Argentina                 | 1.ª           | 2019-20       | 17    | 1     | 7                | 0                | —                     | —                     | 24    | 1     |
| Gimnasia (LP) Argentina                 | 1.ª           | 2020-21       | 1     | 0     | 2                | 0                | —                     | —                     | 3     | 0     |
| Gimnasia (LP) Argentina                 | Total club    | Total club    | 40    | 3     | 13               | 0                | 0                     | 0                     | 53    | 3     |
| Agropecuario Argentina                  | 3.ª           | 2016-17       | 31    | 8     | 0                | 0                | —                     | —                     | 31    | 8     |
| Agropecuario Argentina                  | Total club    | Total club    | 31    | 8     | 0                | 0                | 0                     | 0                     | 31    | 8     |
| Defensa y Justicia Argentina            | 1.ª           | 2017-18       | 15    | 0     | 0                | 0                | 1                     | 0                     | 16    | 0     |
| Defensa y Justicia Argentina            | Total club    | Total club    | 15    | 0     | 0                | 0                | 1                     | 0                     | 16    | 0     |
| Platense Argentina                      | 1.ª           | 2021          | 17    | 2     | 0                | 0                | —                     | —                     | 17    | 2     |
| Platense Argentina                      | 1.ª           | 2022          | 27    | 1     | 0                | 0                | —                     | —                     | 27    | 1     |
| Platense Argentina                      | Total club    | Total club    | 44    | 3     | 0                | 0                | 0                     | 0                     | 44    | 3     |
| Banfield Argentina                      | 1.ª           | 2023          | 5     | 0     | 1                | 0                | —                     | —                     | 6     | 0     |
| Banfield Argentina                      | Total club    | Total club    | 5     | 0     | 1                | 0                | 0                     | 0                     | 6     | 0     |
| Delfín S. C. · Ecuador                  | 1.ª           | 2024          | 9     | 0     | 0                | 0                | 4                     | 0                     | 13    | 0     |
| Delfín S. C. · Ecuador                  | Total club    | Total club    | 9     | 0     | 0                | 0                | 4                     | 0                     | 13    | 0     |
| Total carrera                           | Total carrera | Total carrera | 157   | 18    | 14               | 0                | 5                     | 0                     | 176   | 18    |

## Palmarés

### Títulos nacionales
| Título           | Club         | País      | Año     |
| ---------------- | ------------ | --------- | ------- |
| Torneo Federal A | Agropecuario | Argentina | 2016-17 |